# Acanthochitona bednalli
Acanthochitona bednalli är en blötdjursart som först beskrevs av Henry Augustus Pilsbry 1894.  Acanthochitona bednalli ingår i släktet Acanthochitona och familjen Acanthochitonidae. Inga underarter finns listade i Catalogue of Life.